# Чињарице
Чињарице су према веровању Старих Словена биле жене и девојке које су добро владале магијом.
И по завршетку периода словенског паганства, хришћанска црква се тешко борила са демонолошким и магијским представама које су, као нижи слој божанског пантеона, наставиле да живе у народу у неизмењеном облику, док је свест о вишим слојевима божанског света потпуно ишчезла и у народној култури била замењена хришћанском религијом. 	 
У животу свих Словена, и пре и после преласка у хришћанство, магија је имала важну улогу. Магија се најпре користила за лечење и заштиту, али неретко и за наношење штете непријатељу. Такође, користила се у сврху освајања љубљене особе, стицање благостања и слично. Својим чинима Чињарице су могле да заштите све што им је драго и да омађијају све што им смета. Ипак, оне нису биле свемоћне: један сачувани документ говори да чиње са мртвачком потковицом чини да чињарица изгуби чаробну моћ, што значи да постоје чини и заштитни предмети од Чињарица које су људи користили као одбрану.

## Магијски обреди
Још увек су добро очувани бројни магијски обреди, као онај у коме се растопљено олово сипа у воду и по тим сливеним облицима се траже страхови и болести - наводно су чињарице ту страх и болест нанеле. Овакав ритуал се одвија уз немушто изговарање, (изговарање у себи) мистичних речи. Обред и тајне речи се преносе кроз векове. Разним врачањима бавили су се прошлих векова и жреци, врачеви, чародејственици, односно припадници старог свештеничког реда, али и за најразличитије врачаре и гатаре (већином жене, јер су словенске жене ближе магији од мушкараца), ова знања су углавном стицале преко предања.